# 2N3055

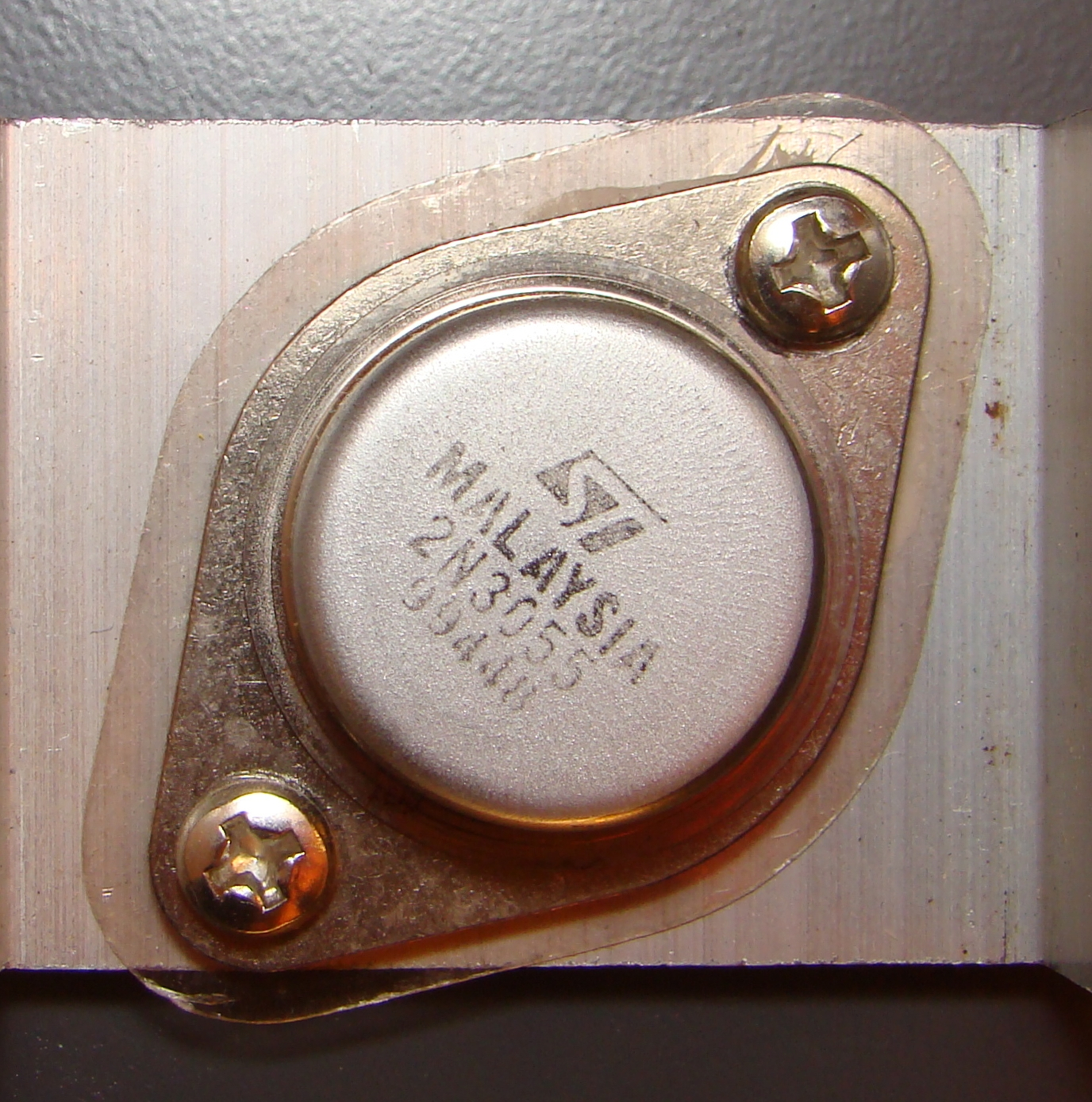
Tranzystor 2N3055 zamontowany na aluminiowym radiatorze

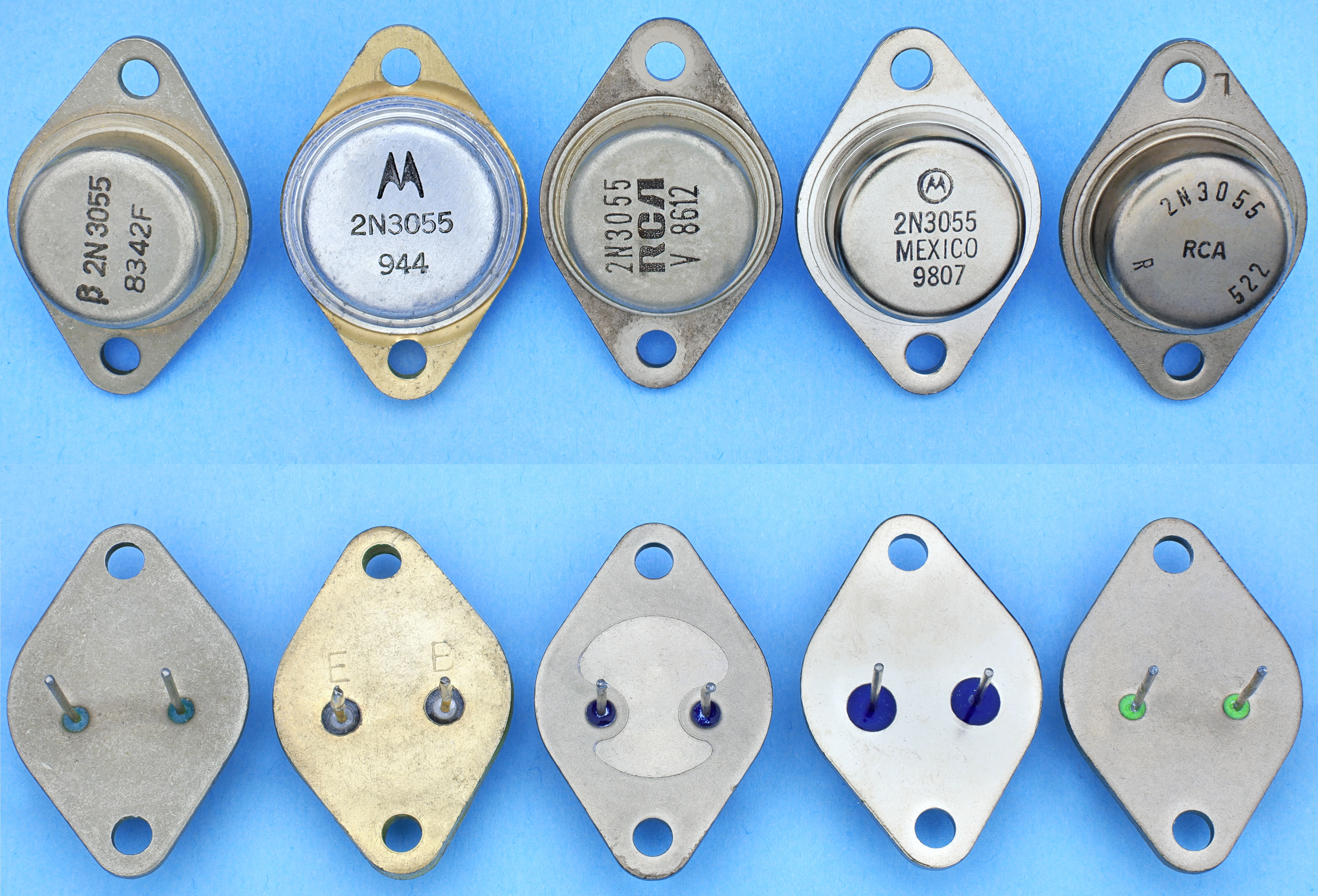
Produkty kilku firm

Tranzystor 2N3055 – krzemowy tranzystor mocy z typem przewodnictwa npn.
Oryginalny tranzystor 2N3055 był wytwarzany opracowaną w firmie RCA w latach 1959–60 technologią „hometaxial base”. Charakteryzuje się on dużą odpornością na zjawisko wtórnego przebicia, co powoduje, że posiada szeroki bezpieczny obszar pracy, umożliwiający wydzielenie maksymalnej mocy nawet przy pełnych dopuszczalnych napięciach kolektora. Dzieje się to kosztem stosunkowo niewielkiej częstotliwości granicznej i umiarkowanego współczynnika wzmocnienia prądowego.
2N3055 był stosowany tam, gdzie nie była wymagana duża częstotliwość pracy, na przykład w zasilaczach, przetwornicach i wzmacniaczach mocy małej częstotliwości. W latach 70. i 80. XX w. stosowano go również w Polsce, na przykład we wzmacniaczach mocy odbiorników radiowych Meluzyna, Kleopatra i wzmacniaczach firmy Fonica.
Ważniejsze parametry tranzystora 2N3055:
- obudowa TO-3,
- maksymalne natężenie prądu bazy Ib max=7 A,
- napięcie kolektor–baza Ucbo max=100 V,
- maksymalne natężenie prądu kolektora Ic max=15 A,
- maksymalne napięcie kolektor–emiter Uce max=60 V,
- maksymalna moc Ptot=115 W.

Typami tranzystorów komplementarnych (typu przewodnictwa pnp) do 2N3055 są MJ2955 oraz BDX18.
Tranzystor 2N3055 był popularny i produkowany przez większe fabryki tranzystorów. W krajach RWPG był wytwarzany przez węgierski Tungsram (pod oryginalną nazwą), w Polsce przez CEMI (jako BDP620) i czechosłowacką Teslę (jako KD3055). Był też produkowany w Rumunii w zakładach IPRS Baneasa.